# Кадиров Рафік Саттарович
Рафік Саттарович Кадиров (21 серпня 1949, місто Коканд Ферганської області, тепер Узбекистан) — радянський узбецький діяч, машиніст тепловоза Кокандського локомотивного депо Ферганської області Узбецької РСР. Член Центральної контрольної комісії КПРС у 1990—1991 роках.

## Життєпис
У 1966—1969 роках — токар Ташкентського заводу «Ташсільмаш»; токар, слюсар, помічник машиніста Кокандського локомотивного депо Ферганської області Узбецької РСР.
У 1967 році закінчив Кокандську вечірню школу робітничої молоді.
З 1969 по 1971 рік служив у Радянській армії.
У 1971—1973 роках — помічник машиніста тепловоза Кокандського локомотивного депо Ферганської області Узбецької РСР.
Член КПРС з 1973 року.
З 1973 року — машиніст тепловоза Кокандського локомотивного депо Ферганської області Узбецької РСР.
Подальша доля невідома.